# Nages
Nages ist eine französische Gemeinde mit 345 Einwohnern (Stand: 1. Januar 2022) im Département Tarn in der Region Okzitanien. Sie gehört zum Arrondissement Castres und ist Mitglied im Gemeindeverband Communauté de communes du Haut-Languedoc. Die Bewohner werden Nageols und Nageolles genannt.

## Geografie

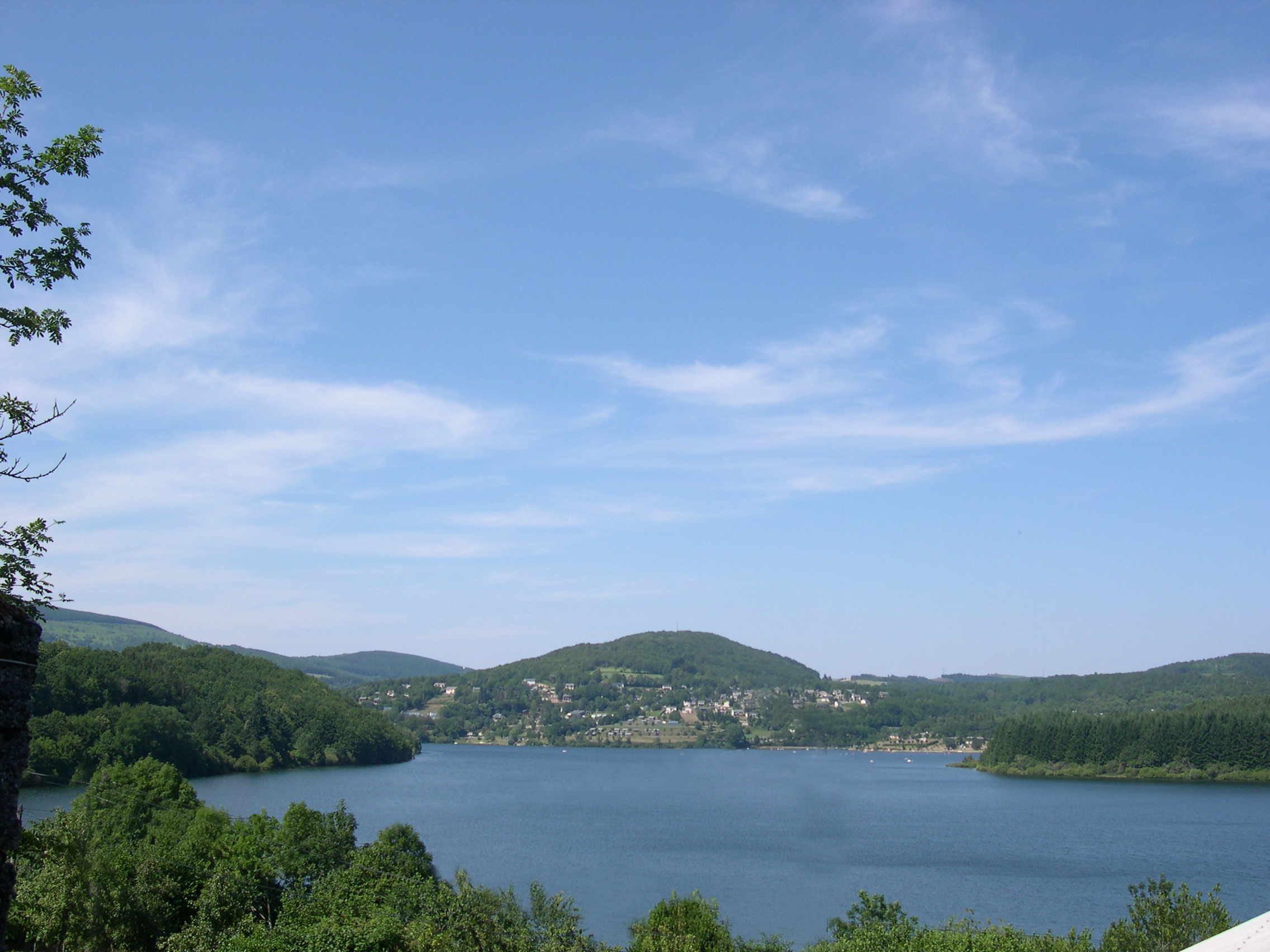
See von Laouzas

Nages liegt in Südfrankreich im Zentralmassiv im Regionalen Naturpark Haut-Languedoc in der Nordostecke des Départements Tarn, 89 Kilometer westlich von Montpellier und 44 Kilometer nordöstlich von Castres. Im Süden des Bergdorfs liegt der See von Laouzas an der D62. Der 323 Hektar große See wurde 1966 durch eine 50 Meter hohe Staumauer angelegt. Die Vèbre und ihr Zufluss Viau fließen durch den See und das Gemeindegebiet. Nachbargemeinden von Nages sind Lacaune im Nordwesten, Moulin-Mage im Norden, Fraisse-sur-Agout im Südosten und La Salvetat-sur-Agout im Südwesten. Das Gemeindegebiet umfasst 4711 Hektar, die mittlere Höhe beträgt 941 Meter über dem Meeresspiegel, die Mairie steht auf einer Höhe von 820 Metern. Die Gemeinde besteht aus mehreren Weilern.
Nages ist einer Klimazone des Typs Cfb (nach Köppen und Geiger) zugeordnet: Warmgemäßigtes Regenklima (C), vollfeucht (f), wärmster Monat unter 22 °C, mindestens vier Monate über 10 °C (b). Es herrscht Seeklima mit gemäßigtem Sommer.

## Wappen
Beschreibung: In Schwarz schweben drei enggestellte silberne Spindeln.

## Kultur und Sehenswürdigkeiten
Die gotische Kirche Saint-Victor stammt aus dem 16. Jahrhundert. Sie enthält eine Glocke von 1684 die seit 1943 als Monument historique klassifiziert ist. Auf der Glocke befinden sich die Darstellungen der Jungfrau mit dem Kinde und ein Kreuz. Die Kirche ist mit Fresken geschmückt. Es gibt insgesamt vier römisch-katholische Pfarreien und Pfarrkirchen in Nages. Die Kirche Saint-Victor im Ortskern, Notre-Dame im Weiler Villelongues, Notre-Dame im Weiler Condomines und Saint-Pierre im Weiler Tastavy.

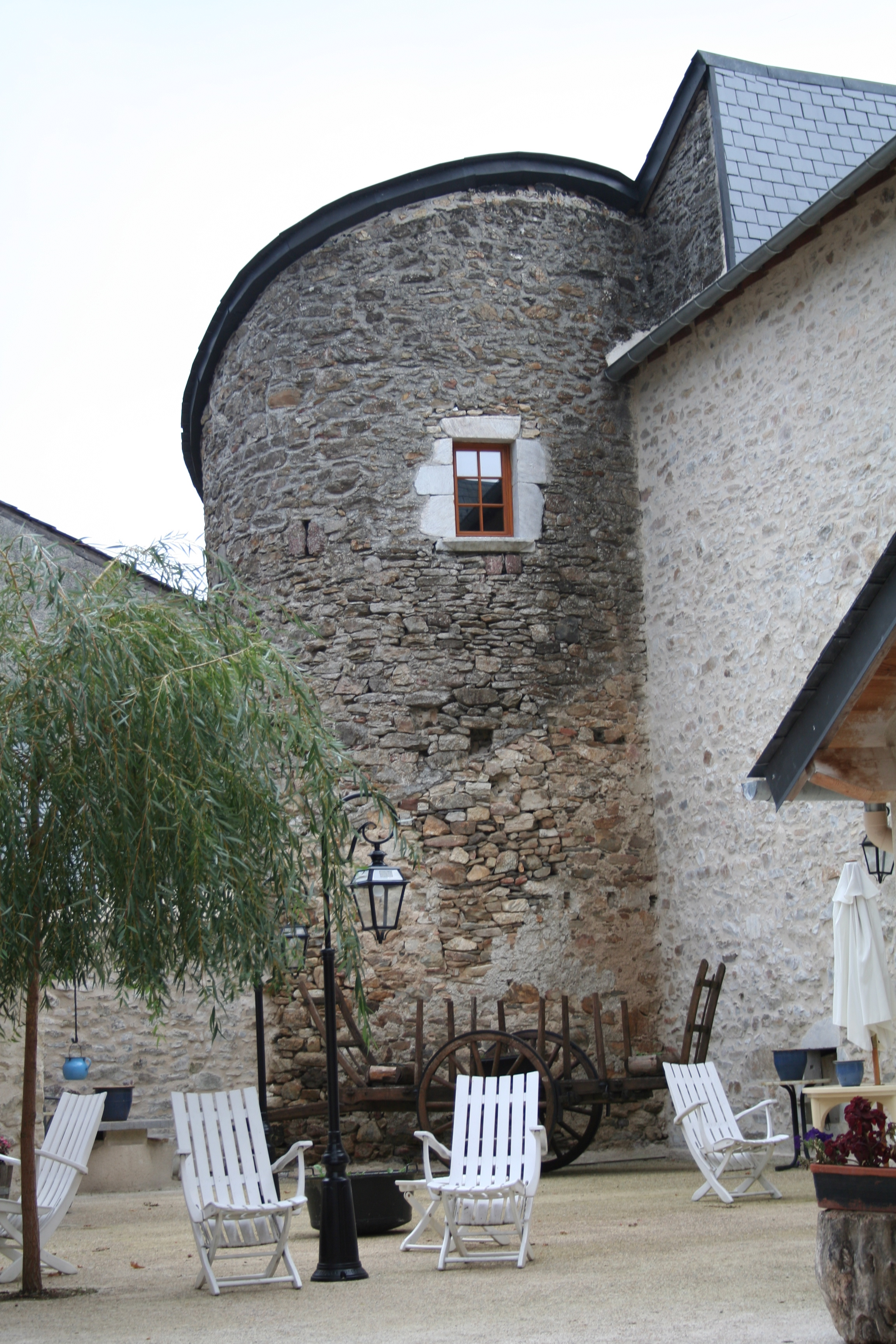
Runder Turm der Burg von Nages

Die Burg der Comtes de Thézan wurde 1586 während der Hugenottenkriege von den Truppen der Protestanten belagert. Es beherbergt heute ein Hotel mit Restaurant, Ausstellungsräume und Verwaltungsräume.
In der Nähe von Nages befinden sich mehrere Menhire, die aus der Bronzezeit stammen.
Im Weiler Rieumontagné befindet sich ein archäologisches Museum.

## Wirtschaft und Infrastruktur
Im Weiler Rieumontagné wurden am See Freizeiteinrichtungen geschaffen, der See selbst bietet Wassersportmöglichkeiten. Nages ist zusammen mit Murat-sur-Vèbre station verte de vacances (grüner Urlaubsort). Station verte ist eine Bezeichnung, die Urlaubsorte erhalten können, die weniger als 10.000 Einwohner haben, ein ganzjähriges Freizeitangebot anbieten, ein Fremdenverkehrsbüro besitzen, über mindestens 200 Gästebetten verfügen, ausreichende Einkaufsmöglichkeiten im Ort haben und naturnah sind.
Auf dem Gemeindegebiet gelten kontrollierte Herkunftsbezeichnungen (AOC) für Roquefort (Käse) sowie geschützte geographische Angaben (IGP) für Hausenten für Foie gras (Canard à foie gras du Sud-Ouest), Schinken (Jambon de Bayonne) und Weine der Bezeichnung (Comté Tolosan).